# Championnat du monde de patinage artistique 1899
Navigation
Mondiaux 1898 Mondiaux 1900
Le Championnat du monde de patinage artistique 1899 a lieu le 12 février 1899 à la patinoire extérieure de Davos en Suisse.
Le championnat d'Europe a lieu dans la même ville des Grisons un mois plus tôt en janvier.

## Podium
| Épreuves                      | Or           | Argent         | Bronze      |
| ----------------------------- | ------------ | -------------- | ----------- |
| Messieurs résultats détaillés | Gustav Hügel | Ulrich Salchow | Edgar Syers |

## Tableau des médailles
| Rang  | Nation      | Or | Argent | Bronze | Total |
| ----- | ----------- | -- | ------ | ------ | ----- |
| 1     | Autriche    | 1  | 0      | 0      | 1     |
| 2     | Suède       | 0  | 1      | 0      | 1     |
| 3     | Royaume-Uni | 0  | 0      | 1      | 1     |
| Total | Total       | 1  | 1      | 1      | 3     |

## Détails de la compétition Messieurs
| Rang | Nom            | Nation      | Places | Points | Fig. impo. | Prog. libre |
| ---- | -------------- | ----------- | ------ | ------ | ---------- | ----------- |
| 1    | Gustav Hügel   | Autriche    | 7      | 339.60 | 2          | 1           |
| 2    | Ulrich Salchow | Suède       | 8      | 338.60 | 1          | 2           |
| 3    | Edgar Syers    | Royaume-Uni | 15     | 170.80 | 3          | 3           |